# Гіперметаморфоз
Гіперметаморфоз — (від гр. Hyper — над, понад і метаморфоз) — складний спосіб розвитку з повним перетворенням у деяких комах при якому мають місце різкі відмінності в будові і способі життя личинок різного віку. Зустрічається у ряду жуків (Meloidae, мікромальтус та інші), у віялокрилих, деяких сітчастокрилих (мантисп, бренівкових), ряду перетинчастокрилих.
При цьому способі розвитку молоді личинки характеризуються здатністю активно пересуватися, вони розселяються, але не харчуються. Личинки старшого віку харчуються і зазвичай мешкають в специфічних середовищах проживання (в запасах їжі бджіл, в тілі комахи-господаря при паразитизмі тощо). У ряді випадків перехід від однієї активної форми до іншої може вимагати «перебудови» організму личинки, при якій личинка не живиться і є нерухомою — так звана «псевдолялечка», аналогічна лялечці.
Гіперметаморфоз добре досліджений на прикладі жука Mordellistena humeralis з родини наривників (Meloidae). Самки цього виду відкладають яйця в гнізда бджіл роду Anthophora. З яєць з'являються рухливі личинки з добре розвиненими кінцівками, що зимують у гніздах. Навесні личинки першого віку вилазять на бджіл і під час відкладання ними яєць у чарунки стільників, наповнені медом, зістрибують на яйця. Потім вони прогризають оболонки яєць бджіл і живляться вмістом. Потім линяють і перетворюються на личинок другого віку, які мають слабо розвинені ноги, товсте і коротке тіло. Ці личинки живляться медом, а потім перетворюються на нерухому бочкоподібну стадію псевдолялечки (pseudochrysalis), всередині якої відбувається розвиток нової личинкової стадії, яка має товсте тіло і короткі кінцівки. Дана личинкова стадія потім перетворюється на справжню лялечку, з якої виходить імаго жука.